# خانه درزی آمل
خانه درزی مربوط به دوره قاجار است و در شهرستان آمل، کوچه ملک‌زاده، خیابان آیت الله جوادی آملی واقع شده و این اثر در تاریخ ۵ دی ۱۳۹۴ با شمارهٔ ثبت ۳۱۲۱۰ به‌عنوان یکی از آثار ملی ایران به ثبت رسیده‌است.